# Wiktor Kawka
Wiktor Kawka (ur. 28 marca 1996 w Zamościu) – polski piłkarz ręczny, lewy rozgrywający, od 2018 zawodnik Gwardii Opole.

## Kariera sportowa
Początkowo trenował piłkę nożną w klubie Kryształ Werbkowice, grał także w tenisa stołowego, osiągając sukcesy w zawodach szkolnych. W pierwszej klasie liceum rozpoczął treningi piłki ręcznej w Padwie Zamość. Następnie przeniósł się do szkoły mistrzostwa sportowego w Gdańsku, grając w I lidze.
W latach 2015–2018 był graczem Stali Mielec. W sezonie 2015/2016 zadebiutował w jej barwach w Superlidze. Pod koniec listopada 2016, po rozegraniu w sezonie 2016/2017 12 meczów, w których zdobył 36 goli, zerwał więzadła krzyżowe w kolanie, co wykluczyło go z gry w dalszej części rozgrywek. W sezonie 2017/2018 rozegrał 30 spotkań i rzucił 124 bramki, a ponadto został wybrany najlepszym zawodnikiem października 2017 w Superlidze.
W 2018 przeszedł do Gwardii Opole, z którą podpisał dwuletni kontrakt. W sezonie 2018/2019 rozegrał w lidze 15 meczów i zdobył 35 goli, zaś w Pucharze EHF wystąpił dwa razy, rzucając dwie bramki. Regularną grę uniemożliwiła mu kontuzja kolana – najpierw naderwanie więzadeł, a po wznowieniu treningów ich całkowite uszkodzenie (w marcu 2019 przeszedł zabieg, po którym pauzował przez kilka miesięcy).
W 2014 uczestniczył w mistrzostwach Europy U-18 w Polsce, podczas których rozegrał siedem meczów i zdobył sześć goli. W 2015 wziął udział w mistrzostwach świata U-19 w Rosji. W 2016 wystąpił w mistrzostwach Europy U-20 w Danii, w których rozegrał siedem meczów i rzucił trzy bramki. W październiku 2017 podczas międzypaństwowego turnieju w Płocku zadebiutował w reprezentacji Polski B (w trzech meczach zdobył osiem goli).
W grudniu 2017 został po raz pierwszy powołany na zgrupowanie reprezentacji Polski przez trenera Piotra Przybeckiego.
W 2018 uczestniczył w akademickich mistrzostwach świata w Chorwacji (8. miejsce).

## Osiągnięcia
Indywidualne
- Gracz Miesiąca Superligi: październik 2017 (Stal Mielec)[5]

## Statystyki
| SMS Gdańsk                      | 2013/2014 | I liga    | 3  | 9   | 3   |
| SMS Gdańsk                      | 2014/2015 | I liga    | 24 | 63  | 2,6 |
| SMS Gdańsk                      | Razem     | Razem     | 27 | 72  | 2,7 |
| Stal Mielec                     | 2015/2016 | Superliga | 21 | 26  | 1,2 |
| Stal Mielec                     | 2016/2017 | Superliga | 12 | 36  | 3   |
| Stal Mielec                     | 2017/2018 | Superliga | 30 | 124 | 4,1 |
| Stal Mielec                     | Razem     | Razem     | 63 | 186 | 3   |
| Gwardia Opole                   | 2018/2019 | Superliga | 15 | 35  | 2,3 |
| Stan na koniec sezonu 2018/2019 |           |           |    |     |     |